# Víctor Caratini
Pour les articles homonymes, voir Caratini.
Víctor Manuel Caratini (né le 17 août 1993 à Coamo, Porto Rico) est un receveur des Cubs de Chicago de la Ligue majeure de baseball.

## Carrière
Joueur de baseball au Miami Dade College en Floride, Víctor Caratini est réclamé au 2e tour de sélection par les Braves d'Atlanta lors du repêchage amateur de 2013. Caratini évolue au poste de receveur au collège, mais démontre des aptitudes défensives qui siééent bien à un joueur de deuxième ou troisième but. Caratini commence sa carrière professionnelle en 2013 comme joueur de troisième but en ligues mineures pour les Braves de Danville, un club-école de l'équipe majeure d'Atlanta, mais revient au poste de receveur à partir de 2014. 
Caratini passe des Braves d'Atlanta aux Cubs de Chicago le 31 juillet 2014 en retour du joueur d'utilité Emilio Bonifacio et du lanceur de relève gaucher James Russell.
Il est rappelé des ligues mineures après le renvoi par les Cubs du receveur substitut Miguel Montero et fait ses débuts dans le baseball majeur avec Chicago le 28 juin 2017.